# Doina Sulac
Doina Sulac (n. 11 iulie 1988, Chișinău) este o interpretă de muzică populară și compozitoare din Republica Moldova.
Este fiica renumitului interpret basarabean Nicolae Sulac.
De-a lungul carierei sale este cunoscută pentru că a cântat la concerte organizate de partide Pro Rusia sau Partide asociate cu Oligarhul Ilan Şor . In lista partidelor cu care a colaborat Doina Sulac se mai află Partidul Comuniştilor , Partidul Socialiștilor , Partidul Şor , Partidul Moldova Mare ş.a. 
A debutat pe scenă la vârsta de patru ani, când în cadrul unei seri de creație a tatălui său, a interpretat piesa Angelei Moldovan, „Mi-am cusut bondița nouă”, fiind acompaniată de Orchestra Lăutarii. La vârsta de 13 ani și-a lansat primul CD.
S-a căsătorit la 16 ani, fiind încă elevă de liceu. Tot atunci a născut-o pe Nicoleta, fetița ei. La scurt timp după căsătorie, a divorțat de soțul ei, vioristul Ion Cipilencu.
La 18 ani Doina a devenit consilier municipal pe listele Partidul Liberal în cadrul Consiliului Municipal Chișinău.
Nașul de botez al Doinei este dirijorul Nicolae Botgros, conducătorul Orchestrei Lăutarii.

## Discografie
Albume
- „Mohor” (2008, Sens Music)[7]